# Alphonse Niangoula
 (février 2022).
Alphonse Niangoula est un homme politique et diplomate congolais né le 3 juin 1939 à Malinga-Magnakoué (district de Komono). Il fut notamment ambassadeur du Congo en France de 1993 à 1996. 

## Biographie

### Jeunesse et études
Alphonse Niangoula est issu d’une famille nombreuse de la Lékoumou. Il fait ses études supérieures en France à l’École technique et pratique des mines de Mulhouse (ETPM) en 1967 dans la promo d'Albert Schweitzer.
Titulaire des brevet et diplôme, délivrés par l'École technique et pratique des mines de Mulhouse (spécialité : exploitation des mines), il est nommé adjoint technique stagiaire auprès du directeur général des mines et de la géologie à Brazzaville.
Alphonse Niangoula obtient sa thèse de 3e cycle docteur-ingénieur à Nancy en 1981 à l’Institut national de Lorraine (INPL) en tant que chercheur au Laboratoire de mécanique des terrains de l'École supérieure des mines. Il obtient la mention très honorable, avec félicitation du jury.

### Carrière administrative et diplomatique
Alphonse Niangoula devient vice-président de la Commission relations extérieures au sein de l'Union panafricaine pour la démocratie sociale (UPADS) parti politique congolais crée par Pascal Lissouba en 1992. Il est élu sénateur de la région de la Lékoumou lors du scrutin du 26 juillet 1992. En 1993, il est nommé ambassadeur par le président Pascal Lissouba, ayant juridiction en France (Paris), au Royaume-Uni (Londres), au Vatican (auprès du pape Jean-Paul II à Rome),, en Espagne (Madrid) et à l'UNESCO (délégué permanent à l'UNESCO et à la Francophonie),

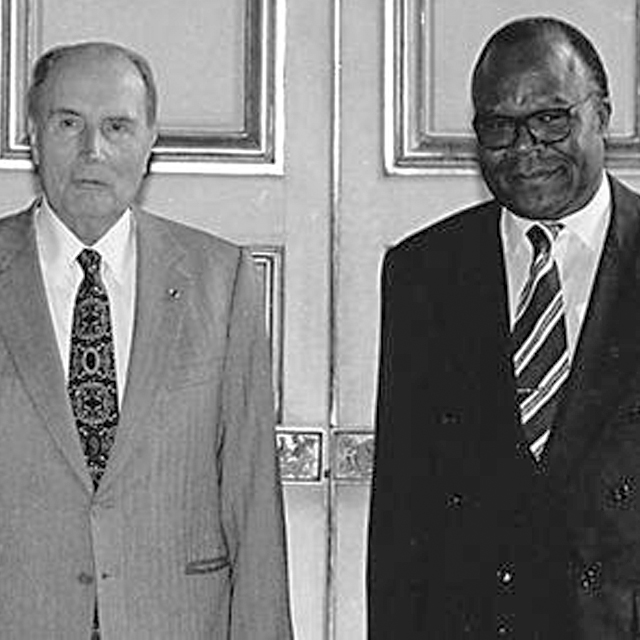
François Mitterrand et Alphonse Niangoula au Palais de l'Élysée en 1993.

Le président François Mitterrand reçoit Alphonse Niangoula le 24 mars 1993 et lui remet les lettres l’accréditant en qualité d’ambassadeur de la république du Congo. En 1997, il est remplacé par Pierre-Michel Nguimbi lors de la chute du président Pascal Lissouba,.
Entre 1999 et 2001, Alphonse Niangoula participe aux instances exécutives du Comité de suivi de l’accord de cessez-le-feu et de cessation des hostilités lors de la guerre civile de 1997 qui a eu lieu au Congo-Brazzaville (ouvrage : Agreement on Ending Hostilities in the Republic of Congo).

## Sources
- « Le Congo se brûle en jouant son or noir. La justice a ordonné la saisie de comptes pour une dette gagée sur le pétrole », sur Libération, 11 octobre 1995.
- « Un Ambassadeur "Remercie" », sur Africa Intelligence, 15 février 1996.
- « Dominique Nimi Madingou », sur Africa Intelligence, 04 février 2010